# Пантелија Николић
Пантелија Николић (Ниш, 4. јун 1928 – Београд, 17. јул 2018) био је српски инжењер електротехнике и редовни члан САНУ нa Одeљењу техничких наука.

## Биографија
Дипломирао је на Одсеку за телекомуникације Електротехничког факултета Универзитета у Београду, на којем се запослио 1957. године. За редовног професора на истом факултету изабран је 1980. године. Држао је наставу из више предмета из области електротехничких материјала за које је написао и уџбенике. Био управник Завода за енергетске претвараче и шеф Катедре за технологију електротехничких материјала од њеног оснивања до 1991. године. Руководио је лабораторијом за технологију електротехничких материјала, у којој је развијено и детаљно окарактерисано преко десет нових материјала за електронику и оптоелектронику, од којих је полупроводничка легура PbTe – SnTe наишла на велику примену у свету у изради детектора инфрацрвених зрачења за, до тада непокривено, таласно подручје од 6 до 13 микрометара. Под његовим руководством је урађено и одбрањено 17 докторских дисертација и преко 20 магистарских радова.
Као стипендиста UNESCO-а боравио је 1962. и 1963. године на Универзитету у Нотингему (Енглеска) 15 месеци, где је касније магистрирао (1964) и докторирао (1969). Сарадња с тим Универзитетом је потом настављена, тако да је професор Николић сваке године проводио око два месеца као члан њиховог истраживачког тима (University Research Fellow) све до почетка санкција.
Изабран је за дописног члана САНУ 1988. године, а за редовног члана 2000. године. Проширио је активности Одељења техничких наука САНУ на подручје полупроводничких и оптоелектронских материјала. Дуги низ година био је руководилац програма „Кристализација, структурне и оптичке особине полупроводничких једињења и легура“ као члан Института за физику у Београду, који му је 1979. године доделио годишњу награду за изузетне успехе у научноистраживачком раду.
Био је гост на универзитетима у Енглеској, Француској, Немачкој, Грчкој, Мађарској, Пољској и Румунији, држећи предавања о својствима полупроводних легура типа IV – VI и њиховој примени. Од 1993. године, ради у новоформираној Лабораторији за фотоакустику у Здруженој лабораторији за савремене материјале при САНУ. Паралелно са експерименталним радом на полупроводничким и оптоелектронским системима, академик Николић је са сарадницима развијао и усавршавао методе мерења. Тако је код нас први увео фотоакустичну фреквенциону трансмисиону методу за мерење топлотних и електронских транспортних карактеристика материјала.

## Одбори
Био је члан два одбора:
- Одбор за енергетику
- Међуодељенски одбор за физичку хемију метријала

## Дела (библиографија)
Објавио је више од 350 научних и стручних радова, од којих је више од 150 чланака објављено у међународним часописима највеће научне репутације. Аутор је или коаутор и седам књига.

### Књиге
1. Електротехнички материјали и компоненте – Београд: Завод за уџбенике и наставна средства, 1985.